# Liste der Einträge im National Register of Historic Places im St. Clair County (Missouri)

Lage des St. Clair County in Missouri

Die Liste der Einträge im National Register of Historic Places im St. Clair County in Missouri führt alle Bauwerke und historischen Stätten im St. Clair County auf, die in das National Register of Historic Places aufgenommen wurden.
| [ 3 ] | Name                           | Bild | Eintragsdatum        | Lage                                                   | Ort     | Beschreibung |
| ----- | ------------------------------ | ---- | -------------------- | ------------------------------------------------------ | ------- | ------------ |
| 1     | Harper School                  |      | 2007 ID-Nr. 07000751 | Kreuzung von MO 82 und MO U 38° 3′ 47″ N, 93° 31′ 4″ W | Harper  |              |
| 2     | Osceola Public School Building |      | 1999 ID-Nr. 98001638 | 5th Street Ecke Pine Street 38° 2′ 41″ N, 93° 42′ 3″ W | Osceola |              |